# Julho Negro
Julho Negro  é o nome comumente usado para se referir ao pogrom anti-tâmil e aos motins no Sri Lanka durante julho de 1983. Os motins começaram como uma "resposta" a uma emboscada mortal em 23 de julho de 1983 pelos Tigres de Liberação do Tamil Eelam, um grupo militante tâmil, que matou treze soldados do Exército do Sri Lanka. Começando na capital Colombo, na noite de 24 de julho de 1983, os pogroms anti-tâmeis  se espalharam para outras partes do país. Ao longo de sete dias, multidões principalmente de cingaleses atacaram alvos tâmeis, queimando, saqueando e matando. As estimativas do número de mortos variam entre 400 e 3 mil. 8 000 casas e 5 000 lojas foram destruídas. 150 000 pessoas ficaram desabrigadas. O custo econômico dos motins foi de $ 300 milhões. Diversos  tâmeis do Sri Lanka fugiram para outros países nos anos seguintes e muitos milhares de jovens tâmeis se juntariam a grupos militantes.
Julho Negro é geralmente visto como o início da Guerra Civil do Sri Lanka em grande escala entre os militantes tâmeis e o governo do Sri Lanka. Julho tornou-se um momento de recordação para a  comunidade da diáspora tâmil do Sri Lanka em todo o mundo.